# タタ・グループ
タタ・グループ（英語: Tata Group、ヒンディー語: टाटा समूह、タタ財閥とも）は、インド西部、マハーラーシュトラ州の州都ムンバイを拠点とするインドの一大コングロマリット。
ビルラ、リライアンスと並び、インド3大財閥のひとつであり、サブグループに分かれていない単一の財閥としてはインド最大である。インドにおける産業や商業に幅広く関与しており、ほとんどの領域で上位の勢力になっている。現在、会長職はナタラジャン・チャンドラセカランが務めている。
主要企業30社で構成され、子会社を含め100社以上となり、総従業員数70万名以上、100ヵ国を超える地域で事業を展開している。車両製造分野であるタタ・モーターズ、製鉄部門のタタ製鉄、IT分野であるタタ・コンサルタンシー・サービシズ、電力事業となるタタ・パワーで売り上げの8割を占める。

## 概要
インド最大の財閥であり、ペルシア一帯（現在のイラン）からインドに渡ってきたパールシー（ゾロアスター教徒）の子孫であるジャムシェトジー・タタ（1839年-1904年）が、1868年にボンベイ（ムンバイ）で設立した綿貿易会社をその始まりとする。1870年代には綿紡績工場を建ててインド有数の民族資本家となった。彼は大きな製鉄所、世界的な教育機関、大ホテル、水力発電所をインドに建設することを夢見たが、そのうち生前に実現したのは1903年に建てられたタージマハル・ホテルのみであった。しかし彼の残した構想は、タタ・スチール、インド理科大学院、タージ・ホテルズ・リゾーツ&パレス、タタ・パワーとして結実した。
彼の後継者らは植民地下において、また独立後のインドにおいて次々と業容を拡大した。経済界だけではなく、政治的にも大きな影響力を持ち、社会インフラなどの建設や物流、宇宙・防衛産業、綿紡績、鉄鋼、電力、金融、不動産、自動車（商用車の国内シェアは5割以上）食品、レジャー、通信、IT、小売、持株会社タタ・サンズ、タタ・インダストリーズを通して、10の本業セクターで100社以上の会社を経営している。

## 歴代会長
- ジャムシェトジー・タタ（1868-1904）
- ドラブジー・タタ（英語版）（1904-1932） - ジャムシェトジーの長男
- ノウロジー・サクラトヴァラ（英語版）（1932-1938） - ジャムシェトジーの甥
- ジャハンギール・ラタンジ・ダーダーバーイ・タタ（1938-1991） - ジャムシェトジーの従甥
- ラタン・タタ（1991-2012） - ジャムシェトジーの次男の孫
- サイラス・パロンジ・ミストリー（英語版）（2012-2016） - タタ家と密接な大株主一族出身、内紛で解任
- ラタン・タタ（暫定、2016-2017）
- ナタラジャン・チャンドラセカラン（2017-） - タタ家・パールシーと無縁な初の生え抜き代表

## グループ企業
おもなグループ企業には、自動車メーカーのタタ・モーターズ、製鉄会社のタタ・スチール、電力会社のタタ・パワー、ソフトウェア会社のタタ・コンサルタンシー・サービシズ (TCS)、紅茶を製造・販売するタタ・ティーなどがある。2006年の連結売上高は288億ドル（約3兆円）であり、インドのGDPの約3.2%に相当した。従業員数は、2006年時点で約29万人。
タタグループは積極的なM&A（合併・買収）で事業分野や規模拡大を進めている。グループ中核企業のひとつ、タタ・スチールは、2007年に粗鋼生産量世界第8位の鉄鋼メーカーであったコーラス社（本社イギリス、オランダ）を買収して、世界第5位相当の規模に成長した。他に傘下のインド最大手のタタ自動車は、約27万円の超低価格自動車「ナノ」を2009年に発売し、2008年6月には米フォード・モーター傘下だった英高級車ブランドの「ジャガー」と「ランドローバー」ブランドを米フォード・モーターから23億ドルで買収している。 
また、タタグループの移動体通信事業者であるタタ・テレサービシズ リミテッドは、2009年にNTTドコモより約2,500億円の融資を受け、タタドコモとして事業を行ったが、2014年に保有株式をすべて売却し、690億円の赤字を計上した。
タタ・コミュニケーションズは、2012年から2019年までFomula1のthe sport’s connectivity partnerとしてスポンサーを務めた。

## 子会社

### 化学
- タタ・ケミカルズ（英語版）
  - タタ・スワッチ（英語版）
  - タタ・ケミカルズ・ヨーロッパ（英語版）
    - マガディ・ソーダ・カンパニー（英語版）
- アドビニス・セラピューティクス（Advinus Therapeutics）
- ジェネラル・ケミカル・インダストリアル・プロダクツ（General Chemical Industrial Products）
- ラリス・インディア（Rallis India）
- タタ・ピグメンツ・リミテッド（Tata Pigments Limited）

### 製鉄
- タタ・スチール
  - タタ・スティール・ヨーロッパ
  - タタ・スティール・KZN（Tata Steel KZN）
  - タタ・スティール・プロセシング・アンド・ディストリビューション（Tata Steel Processing and Distribution）
  - タタ・スティール・BSL（Tata steel BSL）
  - タタ・ブルースコープ・スティール（英語版）
  - タヨ・ロールス（Tayo Rolls）
  - タタ・スポンジ・アイロン（Tata Sponge Iron）
- JAMIPOL
- ナットスティール・ホールディングス（NatSteel Holdings）
- タタ・ベアリングス（Tata Bearings）
- ザ・ティンプレート・カンパニー・オブ・インディア（The Tinplate Company of India）

### エネルギー
- タタ・パワー（英語版）
  - タタ・パワー・デリー・ディストリビューション・リミテッド（Tata Power Delhi Distribution Ltd.）
  - タタ・パワー・ソーラー（英語版）
  - タタ・パワー・トレーディング（Tata Power Trading）
- フーグリー・メット・コーク・アンド・パワー・カンパニー（Hooghly Met Coke and Power Company）
- ジャムシェドプル・ユティリティース・アンド・サービシーズ・カンパニー（Jamshedpur Utilities and Services Company）
- パワーリンクス・トランスミッション（Powerlinks Transmission）

### 工業

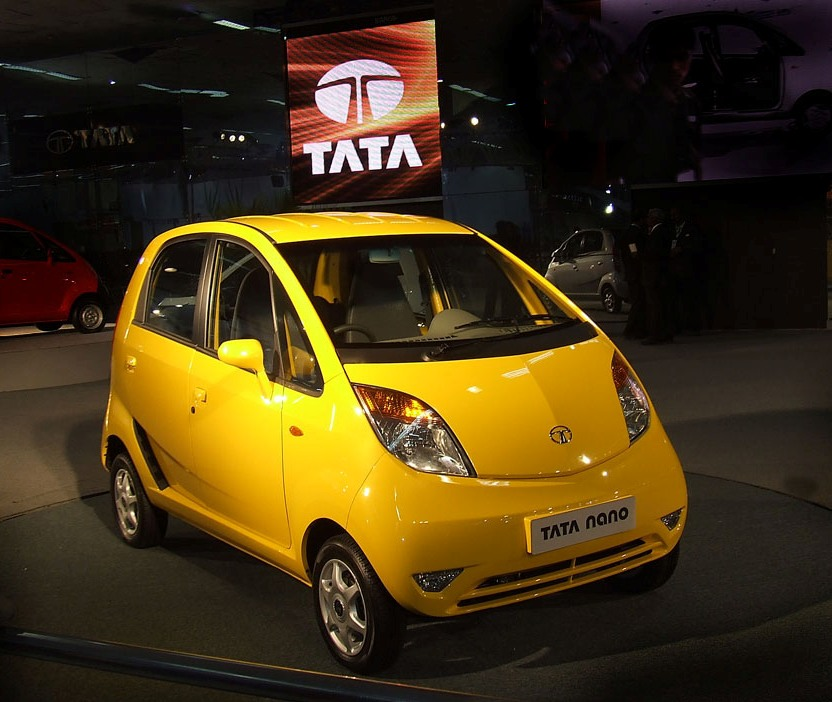
ナノ（タタ・モーターズ）

- タタ・モーターズ
  - ジャガーランドローバー
  - タタ大宇
  - タタ・イスパノ
  - タタ・マルコポーロ（英語版）
  - タタ・モーターズ・ヨーロピアン・テクニカル・センター（Tata Motors European Technical Centre）
  - タタ・日立建機（英語版）
  - タタ・テクノロジーズ・リミテッド（英語版）
- タタ・カミンズ
- タタ・アドバンスド・マテリアルズ（Tata Advanced Materials）
- タタ・アドバンスド・システムズ（英語版）
- タタ・オートコープ・シテムズ・リミテツド（Tata AutoComp Systems Limited, TACO）
- タタ・プレシジョン・インダストリーズ（Tata Precision Industries）
- タタ・プロジェクツ（Tata Projects）
- TRF
- ボルタス・グローバル・エンジアリング・センター（Voltas Global Engineering Centre）
- タイタンX（TitanX）

### 情報通信
- ネルコ・リミテッド（Nelco Ltd.）
  - ネリト・システムズ（Nelito Systems）
- タタ・コミュニケーションズ（英語版）
  - VSNL・インターナショナル・カナダ（英語版）
- タタ・コンサルタンシー・サービシズ
  - CMC・リミテッド（英語版）
  - コンピューテイショナル・リサーチ・ラボラトリーズ（英語版）
- タタ・ビジネス・サポート。サービス（英語版）
- タタ・エルクシ（英語版）
- タタ・テレサービス（英語版）
  - タタ・ドコモ（英語版）
  - タタ・スカイ（英語版） - 衛星放送
- VSAT - インターネットサービスプロバイダ

### 日用消費財（Fast Moving Consumer Goods, FMCG）

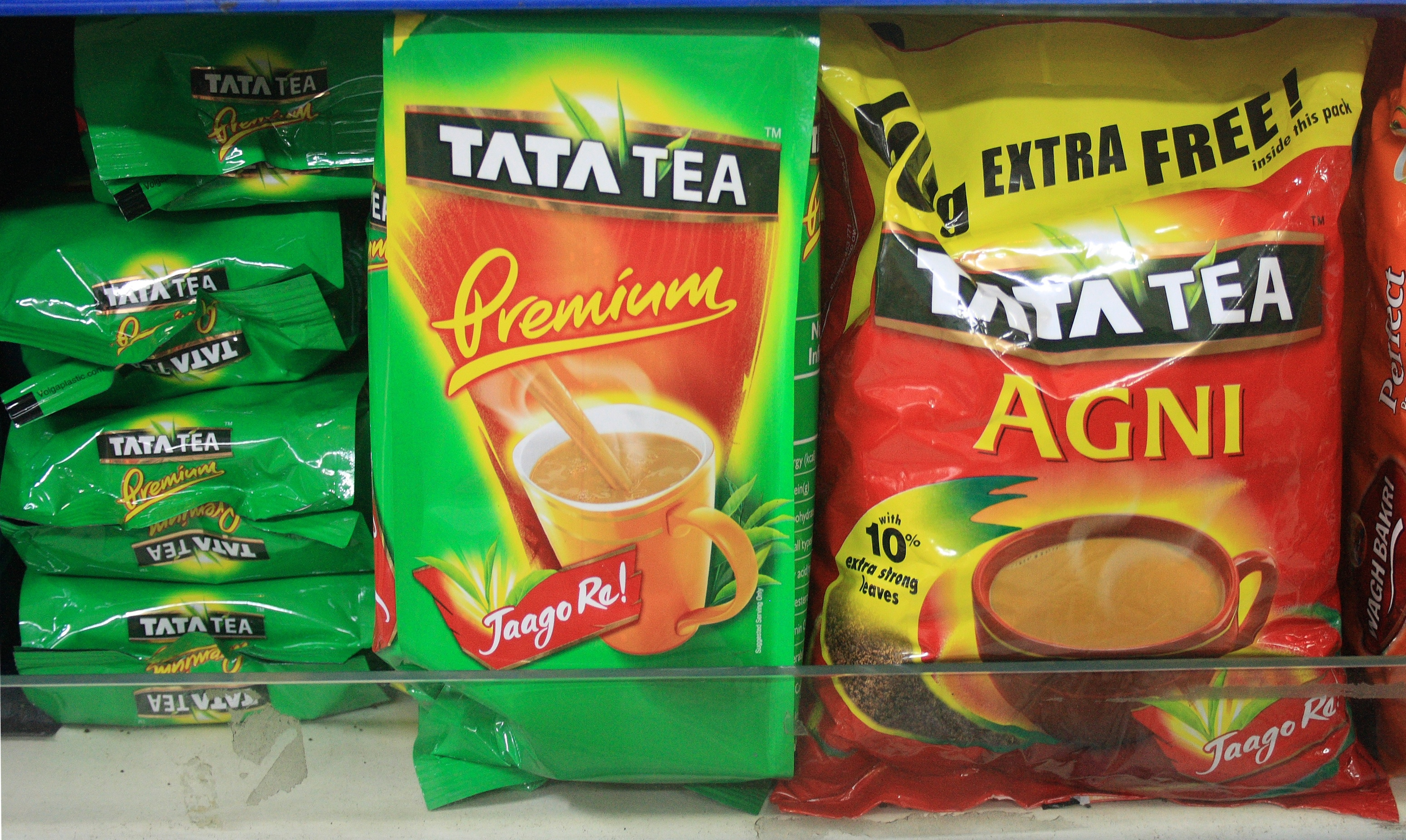
タタ・ティー

- タタ・コンシューマー・プロダクツ（英語版）
  - タタ・ソルト（英語版）
  - Tata Sampann
  - ヒマラヤン - ミネラルウォーター
  - アイ-シャクティ（英語版） - 食品
  - タタ・ティー（英語版） - 飲料
    - テトリー（英語版）

  - タタ・コーヒー（英語版）
    - エイト・オクロック・コーヒー（英語版）

  - タタ・スターバックス（英語版） - スターバックスコーヒーと折半によるジョイントベンチャー。
- カーサ・デコ（Casa Décor）- インテリア
- タタ・セラミックス（Tata Ceramics）
- TRL クロサキ・リフラクトリーズ リミテッド（英語版） - 耐火物製造
- タタ・ゾーヤ（Tata Zoya）
- タイタン・インダストリーズ（英語版）
  - ファストラック（英語版） - 衣料
  - タイタン・アイプラス (Titan Eye+）
  - タニシュク（英語版） - 貴金属
  - ボルタス（英語版）- 電化製品

### 小売り
- トレント・リミテッド（英語版）
  - ランドマーク・ブックストア（英語版）
  - スター・バザール（Star Bazaar）
- コロマ（英語版） - 家電
- タタ・クリック（英語版） - eコマース
- ビッグバスケット（英語版） - ネットスーパー
- スタークイック（Starquik）

### サービス
航空会社
- エア・インディア
- エアアジア・インディア
- ビスタラ

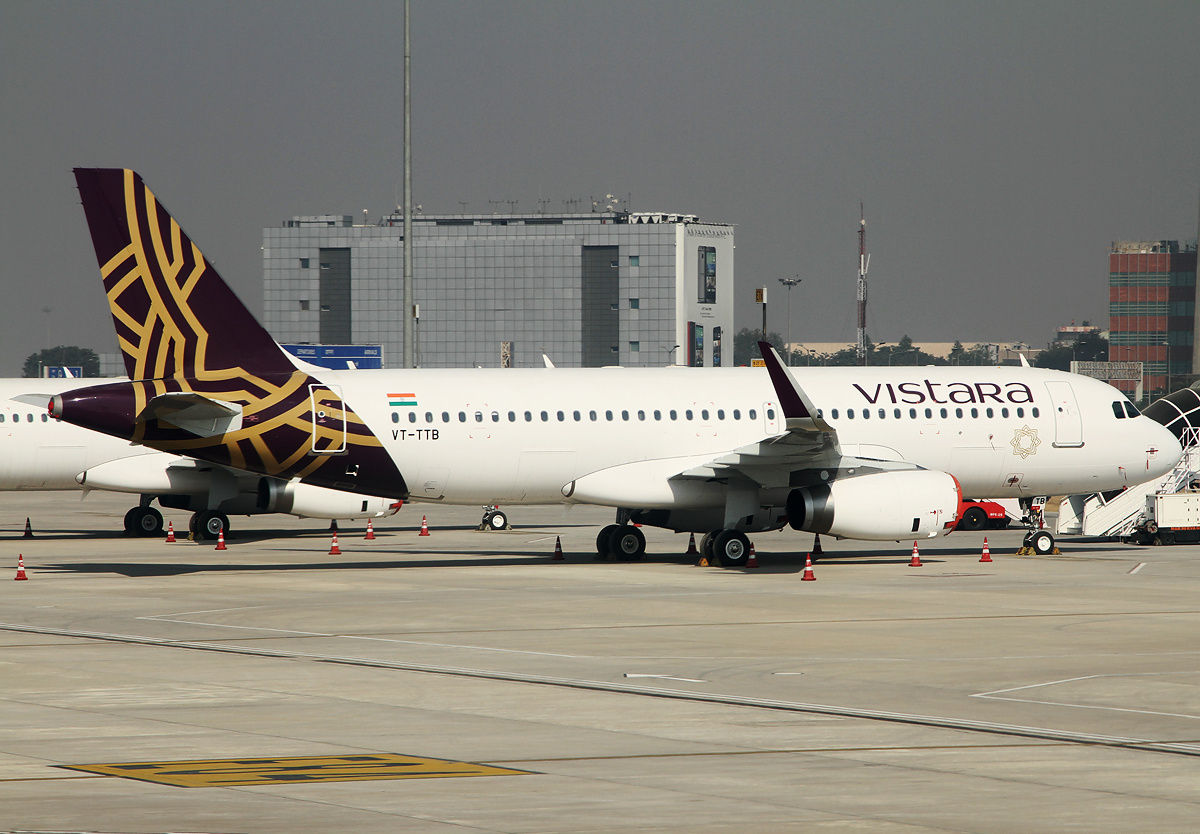
ビスタラのエアバス A320

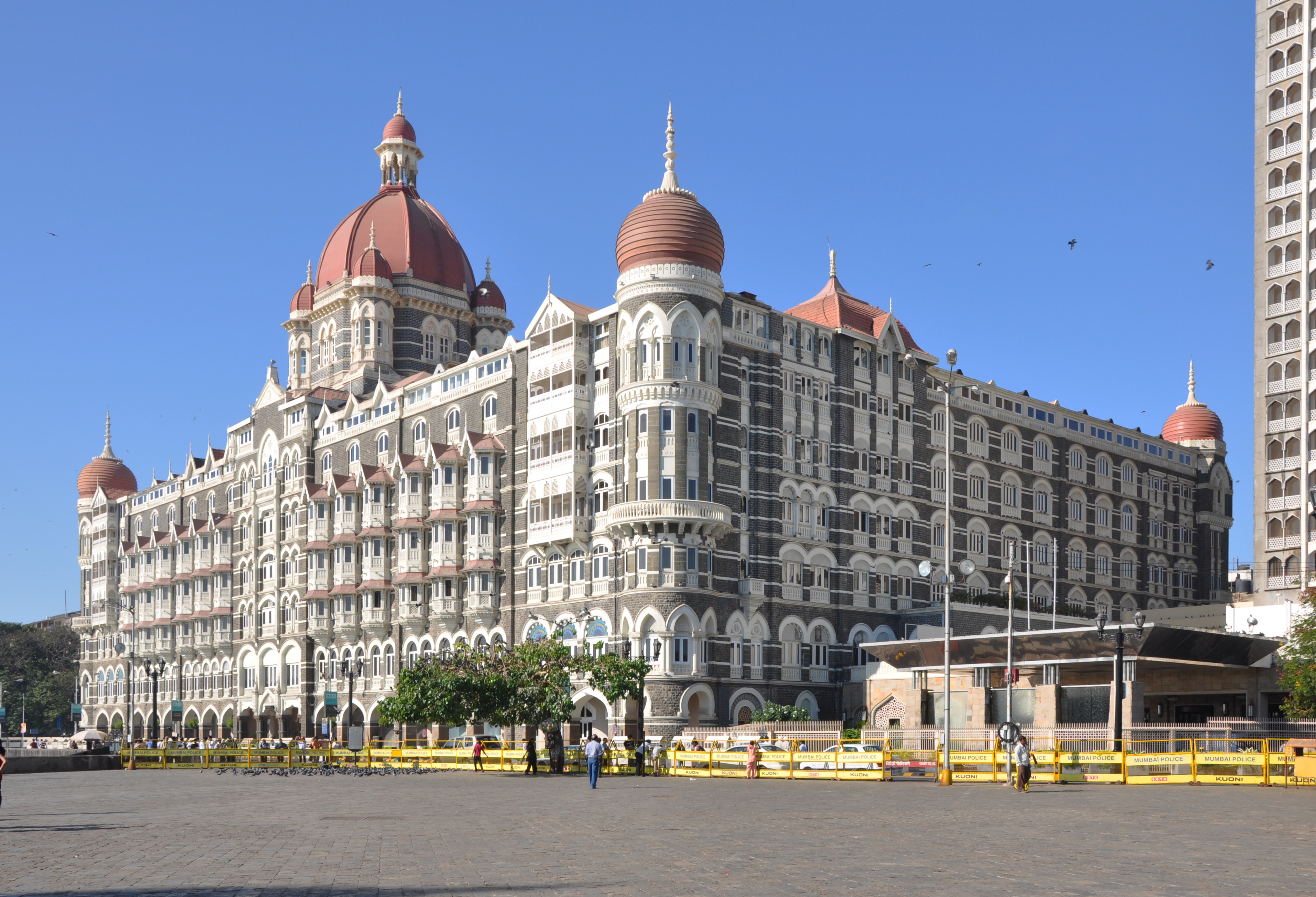
タージマハル・ホテル

- タージエア（英語版） - チャーター専門となり、タージ・ホテルズのグループ企業となる。

ホテル
- ザ・インディアン・ホテルズ・カンパニー（英語版）
  - amã Stays & Trails
  - SeleQtions
  - ルーツ・コーポレーション（Roots Corporation）
    - ジンジャー・ホテルズ（英語版）

  - タージ・ホテルズ・リゾーツ&パレス
    - ヴィヴァンタ（英語版）
    - タージ・ホリデイス（Taj Holidays）

  - ザ・ゲートウェイ・ホテルズ・アンド・リゾーツ（The Gateway Hotels & Resorts）

ケータリング
- ボンベイ・ブラッセリー（英語版）
- ゴールデン・ドラゴン（Golden Dragon）
- タイ・パビリオン（Thai Pavilion）
- ハウス・オブ・ミン（House of Ming）

フィナンシャル
- インディキャッシュ・ATM（Indicash ATM）
- e-next フィナンシャルス・リミテッド（e-Nxt Financials Ltd.）
- タタ・AIA・ライフ・インシュアランス（TATA AIA Life Insurance）
- タタ・AIG・ジェネラル・インシュアランス（英語版）

- タタ・アセットマネジメント（Tata Asset Management）
  - タタ・キャピタル（英語版）
  - タタ・コミュニケーションズ・ペイメント・ソリューションズ（Tata Communications Payment Solutions）
  - タタ・フィナンシャル・サービス（Tata Financial Services）

持株会社
- タタ・インターナショナル・AG（Tata International AG）
  - タタ・ザンビア
- タタ・インベストメント・コーポレーション（Tata Investment Corporation）
- タタ・リミテッド（Tata Limited）
- タタ・アフリカ・ホールディングス（Tata Africa Holdings）

不動産
- タタ・ハウジング・デベロップメント・カンパニー（英語版）
- タタ・リアリティ・アンド・インフラストラクチャー・リミテッド（Tata Realty and Infrastructure Limited）

物流
- TKM グローバル ロジスティクス・アンド・サプライチェーン（TKM Global, Logistics and Supply Chain）
- TM インターナショナル・ロジスティクス（TM International Logistics）
- タタ・NYK

その他
- タタ・サービシーズ（Tata Services）
- タタ・インダストリアル・サービス（Tata Industrial Services）
- タタ・クオリティ・マネージメント・サービス（Tata Quality Management Services）
- タタ・ストラテジック・マネージメント・グループ（Tata Strategic Management Group）
- ドライブ・インディア・エンタープライズ・ソリューションズ（Drive India Enterprise Solutions）
- Mjunction Services Limited

## 性格
タタ・グループの企業倫理は厳しく、汚職の多いインドにあっては異色であり、日本企業など海外の企業がインドに進出する際にタタ・グループを提携先に選ぶ要因になっている。また、パールシーの一族が経営してきたためカースト制度とも無縁で、実力主義を貫き優れた人材を出自を問わず抜擢してきた。社会貢献や労働者への適正な待遇も特徴で、タタ・スチールの工場のあるジャムシェードプルでのあらゆる公共サービスの提供、1912年のタタ・スチール工場設立以来の八時間労働制採用、インド国内での財団の社会福祉事業など、その方針は古く分野も多岐にわたる。こうしたことからスチールをはじめとしたタタ・グループは、政府による国有化を住民の反対運動で免れ、左翼ゲリラの攻撃の対象にもならずにきた。一部の調査では2009年には世界で11番目に評判の良い企業とされた 。
教育、健康、コミュニティ発展などの分野で社会貢献活動を行っており、奨学金の設立、「タージ・マハル・ホテル」建築なども行っている。また8時間労働制（1912）、無料治療制（1915）、有給休暇制・事故補償制（1920）などを導入し、インドの産業界にも影響を与えた。
複数の慈善団体が、持株会社タタ・サンズの株式の66%を所有し、慈善事業と各社の統制、相続税負担の免除をしている。